# Wereldkampioenschappen taekwondo (ITF)
De Wereldkampioenschappen taekwondo zijn door de International Taekwon-Do Federation (ITF) georganiseerde kampioenschappen voor taekwondoka's. De eerste editie vond plaats in het Canadese Montreal in 1974.

## Erelijst
1974 - 2001
| Editie | Jaar | Locatie                       |
| ------ | ---- | ----------------------------- |
| 1      | 1974 | Montreal (Canada)             |
| 2      | 1978 | Oklahoma (Verenigde Staten)   |
| 3      | 1981 | Resistencia (Argentinië)      |
| 4      | 1984 | Glasgow (Verenigd Koninkrijk) |
| 5      | 1987 | Athene (Griekenland)          |
| 6      | 1988 | Boedapest (Hongarije)         |
| 7      | 1990 | Montreal (Canada)             |
| 8      | 1992 | Pyongyang (Noord-Korea)       |
| 9      | 1994 | Kuala Terengganu (Maleisië)   |
| 10     | 1997 | Sint-Petersburg (Rusland)     |
| 11     | 1999 | Buenos Aires (Argentinië)     |
| 12     | 2001 | Rimini (Italië)               |

2002 - heden
Na de dood van Choi Hong-hi in 2002 ontstond er een opvolgingsstrijd die leidde tot het uiteenvallen van de ITF in drie organisaties, die elk opereren onder dezelfde naam.
| ITF (HQ Benidorm) (Trân Triêu Quân) | ITF (HQ Benidorm) (Trân Triêu Quân) | ITF (HQ Benidorm) (Trân Triêu Quân) |
| Editie                              | Jaar                                | Locatie                             |
| ----------------------------------- | ----------------------------------- | ----------------------------------- |
| 13                                  | 2003                                | Warschau (Polen)                    |
| 14                                  | 2005                                | Dortmund (Duitsland)                |
| 15                                  | 2007                                | Quebec (Canada)                     |
| 16                                  | 2009                                | Mar del Plata (Argentinië)          |
| 17                                  | 2011                                | Wellington (Nieuw-Zeeland)          |
| 18                                  | 2013                                | Benidorm (Spanje)                   |
| 19                                  | 2015                                | Jesolo (Italië)                     |
| 20                                  | 2017                                | Dublin (Ierland)                    |
| 21                                  | 2019                                | Inzell (Duitsland)                  |

| ITF (HQ Wenen) (Chang Ung) | ITF (HQ Wenen) (Chang Ung) | ITF (HQ Wenen) (Chang Ung) |
| Editie                     | Jaar                       | Locatie                    |
| -------------------------- | -------------------------- | -------------------------- |
| 13                         | 2003                       | Thessaloniki (Griekenland) |
| 14                         | 2005                       | Queensland (Australië)     |
| 15                         | 2007                       | Bled (Slovenië)            |
| 16                         | 2009                       | Sint-Petersburg (Rusland)  |
| 17                         | 2011                       | Pyongyang (Noord-Korea)    |
| 18                         | 2013                       | Sofia (Bulgarije)          |
| 19                         | 2015                       | Plovdiv (Bulgarije)        |
| 20                         | 2017                       | Pyongyang (Noord-Korea)    |
| 21                         | 2019                       | Plovdiv (Bulgarije)        |

| ITF (HQ Londen) (Choi Jung Hwa) | ITF (HQ Londen) (Choi Jung Hwa) | ITF (HQ Londen) (Choi Jung Hwa)  |
| Editie                          | Jaar                            | Locatie                          |
| ------------------------------- | ------------------------------- | -------------------------------- |
| 13                              | 2004                            | Daejeon (Zuid-Korea)             |
| 14                              | 2007                            | Birmingham (Verenigd Koninkrijk) |
| 15                              | 2010                            | Cheongju (Zuid-Korea)            |
| 16                              | 2012                            | Ottawa (Canada)                  |
| 17                              | 2015                            | Rome (Italië)                    |
| 18                              | 2016                            | Brighton (Verenigd Koninkrijk)   |
| 19                              | 2018                            | Buenos Aires (Argentinië)        |
| 20                              | 2021                            | Amsterdam (Nederland)            |